# 一六镇 (乳源县)
一六镇，是中华人民共和国广东省韶关市乳源瑶族自治县下辖的一个乡镇级行政单位。因镇区一直以一、六为圩日，故名。地处曲江盆地西部的丘陵区。产稻、花生、甘薯。有锑和锡矿，建有水电站及铝制品、砖瓦等厂。乳桂公路过境。

## 沿革
原属曲江县重阳公社，1974年析重阳和乳源桂头二公社地置一六公社。1983年设区，1986年建镇。

## 行政区划
一六镇下辖以下地区：
为民社区、一六村、东七村、东粉村、团结村、罗屋村、乐群村和西岸村。